# Стрелац (Шмарјешке Топлице)
Стрелац (словен. Strelac) је насељено место у општини Шмарјешке Топлице, регија Југоисточна Словенија, Словенија.

## Историја
До територијалне реорганизације у Словенији био је у саставу старе општине Ново Место.

## Становништво
У попису становништва из 2011. године, Стрелац је имао 43 становника.
| Број становника према пописима | Број становника према пописима | Број становника према пописима |
| ------------------------------ | ------------------------------ | ------------------------------ |
| 1991                           | 2002                           | 2011                           |
| 48                             | 47                             | 43                             |

Напомена: Повећано за насеље Младовина које је укинуто. Године 1985. умањено за део насеља који је припојен насељу Шмарјешке Топлице. Године 2002. извршена је мања размена територија између насеља Дружинска вас и Стрелац.